# Straža (Slovénie)
 Straža  est une commune située dans la région historique de la Basse-Carniole au sud de la Slovénie. La commune est créée en 2007 au départ d’une partie du territoire de la commune voisine de Novo Mesto.

## Géographie
La commune est localisée dans le sud de la Slovénie dans la partie nord des Alpes dinariques au bord de la rivière Krka. Le point culminant de la commune, le Srobotnik, culmine à 593 mètres d’altitude.

### Villages
Les localités qui composent la commune sont Dolnje Mraševo, Drganja sela, Jurka vas, Loke, Podgora, Potok, Prapreče pri Straži, Rumanja vas, Straža, Vavta vas et Zalog.

## Démographie
Jusque 2006, la population de la commune était reprise dans les statistiques de la commune de Novo Mesto. Depuis 2007, la population de la commune est légèrement inférieure à 4 000 habitants,.
Évolution démographique
| 2007  | 2008  | 2009  | 2010  | 2011  | 2012  | 2013  | 2014  | 2015  |
| ----- | ----- | ----- | ----- | ----- | ----- | ----- | ----- | ----- |
| 3 813 | 3 856 | 3 792 | 3 796 | 3 847 | 3 858 | 3 890 | 3 842 | 3 807 |
| 2016  | 2017  | 2018  | 2019  | 2020  | 2021  |       |       |       |
| 3 821 | 3 837 | 3 873 | 3 912 | 3 936 | 3 881 |       |       |       |